# Suzi Lane
Suzi Lane, geboren als Suzilienne McDonald, is een Amerikaanse discozangeres en model, bekend om haar disco-hit Harmony/Ooh, La La uit 1979.

## Biografie
Lane werd geboren als Suzilienne McDonald. Ze nam de naam Suzi Lane aan voorafgaand aan de publicatie van haar debuutalbum Ooh, La, La. Het album werd geproduceerd door Giorgio Moroder, die op dat moment ook Donna Summer produceerde. Lane zei dat ze Summer in de opnamestudio had ontmoet en dat ze werd beïnvloed door het high-energy elektronica-geluid, dat ontwikkeld werd door Moroder en Summer. Het titelnummer, samen met het nummer Harmony, bereikte #1 in de Hot Dance Music/Club Play-hitlijst van Billboard. De dancehit was een week #1 en bleef daarna zes maanden in de hitlijst. Kort na de publicatie van het album was Lane betrokken bij een auto-ongeluk, waarbij haar gezicht ernstig gewond raakte door de kapotte voorruit. Lane bracht drie jaar in afzondering door in haar huis in Las Vegas om te herstellen. In New York, tijdens een bezoek aan haar zussen die als fotomodellen werkten, werd Lane gezien tijdens een fotoshoot voor Essence magazine. Ze werd vervolgens vertegenwoordigd door Ford Modeling en had contracten met Lane Bryant en Hanes.